# Potkrš
Potkrš (cyr. Поткрш) – wieś w Serbii, w okręgu zlatiborskim, w gminie Prijepolje. W 2011 roku liczyła 102 mieszkańców.